# آبشار سه‌کنج

آبشار سه‌کنج یا سکنج، آبشاری در استان کرمان است که در روستایی در پنجاه کیلومتری جنوب شرق شهر کرمان قرار دارد. این روستا که آبشار در آن است، در موقعیتی با مختصات جغرافیایی N۳۰۰۱۱۷ E۵۷۲۸۳۲ و در سمت چپ جاده ماهان-بم واقع است. روستای محل آبشار، سه‌کنج نام دارد و در دامنه کوهی به همین نام قرار گرفته است.
در مردادماه سال ۱۳۹۴، کوه محل آبشار در اثر زمین لرزه ریزش کرد که این حادثه ۲ مصدوم داشت.